# Iliosuchus incognitus
L'iliosuco (Iliosuchus incognitus) è un dinosauro carnivoro appartenente ai tetanuri. Visse nel Giurassico medio (Batoniano, circa 167 milioni di anni fa) e i suoi resti fossili sono stati ritrovati in Inghilterra. È stato considerato uno dei più antichi tirannosauroidi. 

## Classificazione
Questo dinosauro è conosciuto solo per i fossili di tre ilei (ossa del bacino), di dimensioni relativamente piccole: erano infatti lunghi tra i 9 e i 10 centimetri, e suggeriscono che Iliosuchus fosse lungo circa un metro e mezzo. I resti fossili furono trovati nella Stonesfield Slate, nell'Oxfordshire, e vennero descritti da Friedrich von Huene nel 1932. Gli ilei possiedono una cresta verticale sopra l'acetabolo, simile a quella presente nei tirannosauridi. Questa caratteristica era però presente anche in altri dinosauri tetanuri, come Piatnitzkysaurus e Megalosaurus. Il materiale fossile di Iliosuchus non permette una classificazione adeguata, cionondimeno è stato avvicinato agli antenati dei tirannosauri. È però possibile che Iliosuchus fosse un giovane megalosauride, dal momento che l'ilio è molto simile a quello di Megalosaurus. Un altro dinosauro che presenta caratteristiche quasi identiche è il nordamericano Stokesosaurus, tanto che Peter Galton (1976) lo pose in sinonimia proprio con Iliosuchus. Altri resti di animali simili (Juratyrant) sono poi stati ritrovati anche in Inghilterra, ma questo genere è più recente di Iliosuchus e risale al Giurassico superiore, come anche il minuscolo Aviatyrannis del Portogallo. Se Iliosuchus fosse un tirannosauroide, sarebbe uno dei più antichi, insieme a Kileskus e Proceratosaurus. Il nome deriva dal greco e dal latino, e significa "ilio di coccodrillo sconosciuto".